# 小池藤五郎
小池 藤五郎（こいけ とうごろう、1895年1月30日 - 1982年11月4日）は、日本近世文学の研究者。狂歌人でもあった。
山東京伝、曲亭馬琴などの読本を専門とし、『南総里見八犬伝』岩波文庫版の校訂者として知られる。黄表紙研究者の小池正胤は息子。

## 生涯
山梨県北巨摩郡更科村（現韮崎市）生まれ。
実家は富裕な名主の家系で、甲斐国のみならず江戸の文人との交流のある環境であった。曽祖父に当たる小池伝右衛門富章（号は勝山、文雅園）は国学・漢学に通じ、狂歌師として「白水亭亀丸」の号を持っていた。小池家には『南総里見八犬伝』が肇輯から初版本がそろっており、近郷唯一の『八犬伝』として親戚・知人や家来筋の人々にも愛読されたというが、1898年（明治31年）の洪水で書庫とともに流され失われたという。
1928年東京帝国大学国文科卒業、東京高等学校教授、東洋大学教授、1953年「徳川時代大衆文学の主軸である赤本、黒本、青本の研究」で東洋大文学博士。1960年都留文科大学教授、1964年立正大学教授、1974年定年。東京音楽大学教授。狂歌師として、大倉喜八郎の「和歌廼舎鶴彦」を襲名した。

## 著書
- 『山東京伝の研究』岩波書店 1935
- 『八犬伝物語』小学館 1944
- 『校長先生の眼鏡』産業経済新聞社(サンケイ新書) 1955
- 『山東京伝』『吉川弘文館(人物叢書) 1961、 新装版　1989、オンデマンド版　2024　ISBN　9784642751711
- 『文学概論 肩のこらない文学のあらまし』学芸図書 1961
- 『愛書家のつぶやき』桃源社 1961
- 『好色物語』桃源社 1963
- 『新資料による西鶴の研究』風間書房 1966
- 『興(狂)歌の味わい方作り方 わらい三昧』学芸図書 1967
- 『政治総裁職松平春嶽幕末覚書』人物往来社 1968

## 編纂
- 『海軍技術戦士』山海堂出版部 1944
- 『皇国生産魂』山海堂　1944
- 『陸軍工員魂 血と汗の記録』山海堂出版部 1944

## 校訂
- 『南総里見八犬伝』全10冊 曲亭馬琴 岩波文庫 1937-1941

## 注
1. 1 2  小池藤五郎「解説」『南総里見八犬伝』岩波文庫版4巻p.x。
2. ↑  小池藤五郎「解説」『南総里見八犬伝』岩波文庫版4巻pp.x-xi。
3. ↑  小池藤五郎「解説」『南総里見八犬伝』岩波文庫版4巻p.x。
4. ↑  鴻巣隼雄「小池藤五郎先生を送る」『立正大学文学部論叢』第50巻、立正大学、1974年9月10日、3-4頁、NAID 110000477184。